# Bafou
Bafou är en ort i Kamerun.   Den ligger i regionen Västra regionen, i den västra delen av landet, 240 km nordväst om huvudstaden Yaoundé. Bafou ligger 1 539 meter över havet och antalet invånare är 100 000.
Terrängen runt Bafou är platt åt sydost, men åt nordväst är den kuperad. Trakten runt Bafou är tätbefolkad, med 397 invånare per kvadratkilometer. Bafou är det största samhället i trakten. Trakten runt Bafou är en mosaik av jordbruksmark och naturlig växtlighet.